# Ro-64
Ro-64 — підводний човен Імперського флоту Японії, який взяв участь у Другій світовій війні.
Корабель, який спорудили у 1925 році на корабельні компанії Mitsubishi в Кобе, належав до підтипу L4 (він же тип Ro-60) типу L.
Станом на момент вступу Японії у Другу світову війну Ro-64 належав до 33-ї дивізії підводних човнів Четвертого флоту, який відповідав за операції в Океанії. Як наслідок, корабель перебував на атолі Кваджелейн на Маршаллових островах (до середини 1942-го японські підводні сили активно використовували цю передову базу).
4 грудня 1941-го Ro-64 вийшов з бази й попрямував у південно-східному напрямку. 8 грудня він провів рекогносцирування розташованого майже за дві тисячі кілометрів на південний схід від Кваджелейна острова Гауленд, де була невеличка колонія з населенням лише з чотирьох студентів, проте існував імпровізований аеродром. Невдовзі після цього на острів здійснили наліт японські бомбардувальники, а Ro-64 дістав наказ довершити руйнування «військових споруд». Командир підводного човна не наважився вислати десантну партію, натомість у перші години 11 грудня Ro-64 наблизився на відстань у 2 км та обстріляв Хауленд з палубної гармати. У другій половині дня Ro-64 також здійснив артилерійський обстріл острова Бейкер, що лежить за сім десятків кілометрів на південь від Хауленду (на цьому острові тоді перебувало 3 цивільних). 15 грудня корабель повернувся на Кваджелейн.
24—27 грудня 1941-го Ro-64 пройшов до острова Вейк, що лежить за вісім сотень кілометрів на північ від Маршаллових островів (японці захопили Вейк 23 грудня). Кілька діб корабель патрулював у цьому районі, а 1—6 січня 1942-го пройшов на атол Трук у центральній частині Каролінських островів, де ще до війни облаштували головну базу японського ВМФ у Океанії. 15—29 січня він здійснив звідси похід на південь, під час якого рекогносцирував Рабаул на острові Нова Британія (після захоплення 23 січня японським десантом стане головною передовою базою для подальшого просування на Соломонові острови та Нову Гвінею), а потім патрулював у районі мису Сент-Джордж (біля південного входу до протоки, що веде до Рабаула між островами Нова Британія та Нова Ірландія).
18 лютого 1942-го Ro-64 попрямував з Труку в район Маршаллових островів. 28 лютого — 1 березня він заходив на атол Бікіні (північно-західне завершення архіпелагу) для допомоги іншому підводному човну Ro-63, в якого виникли технічні проблеми. Після цього Ro-63 попрямував назад на базу для ремонту, а Ro-64 ще певний час здійснював патрулювання, а 12 березня прибув на Кваджелейн.
16—21 березня 1942-го підводний човен пройшов на Трук, а 27 березня — 7 квітня здійснив перехід із зупинкою на Сайпані (Маріанські острови) до Майдзуру (обернене до Японського моря узбережжя Хонсю), де підводні човни його дивізії проходили ремонт. Надалі Ro-64 прибув до Йокосуки (Токійська затока).
14 липня 1942-го 33-тю дивізію перевели до П'ятого флоту, відповідального за операції в північній зоні (Хоккайдо, Курильські та Алеутські острови). 24 липня — 1 серпня Ro-64 пройшов з Йокосуки до Парамуширу (Курильські острови), звідки рушив на схід та 6 серпня прибув до Киски — одного з двох островів на заході Алеутського архіпелагу, захоплених японцями на початку червня в межах мідвейсько-алеутської операції. До кінця вересня корабель базувався на Киску, при цьому він чотири рази виходив звідси з бойовими завданнями. Вперше метою був пошук американських кораблів, які 7 серпня обстріляли Киску, тоді як третій вихід 29 серпня — 4 вересня був пов'язаний із виявленням розвідувальним літаком на острові Атка в затоці Назан-Бей (п'ять з половиною сотень кілометрів на схід від Киски) гідроавіаносця «Каско», що був помилково ідентифікований як легкий крейсер. Втім, у підсумку увійти до Назан-Бей доручили Ro-61.
26 вересня — 5 жовтня 1942-го Ro-64 пройшов до Майдзуру, при цьому з 25 вересня його дивізія належала до ескадри підводних човнів Куре (виконувала функції навчальної). 6—8 листопада 1942-го корабель перейшов до Куре.
12 квітня 1945-го в затоці Хіросіма Ro-64 під час прямування під водою підірвався на міні, виставленій американською авіацією. Корабель загинув разом з 50 членами екіпажу та 30 курсантами.